# Gymnasium Ettenheim

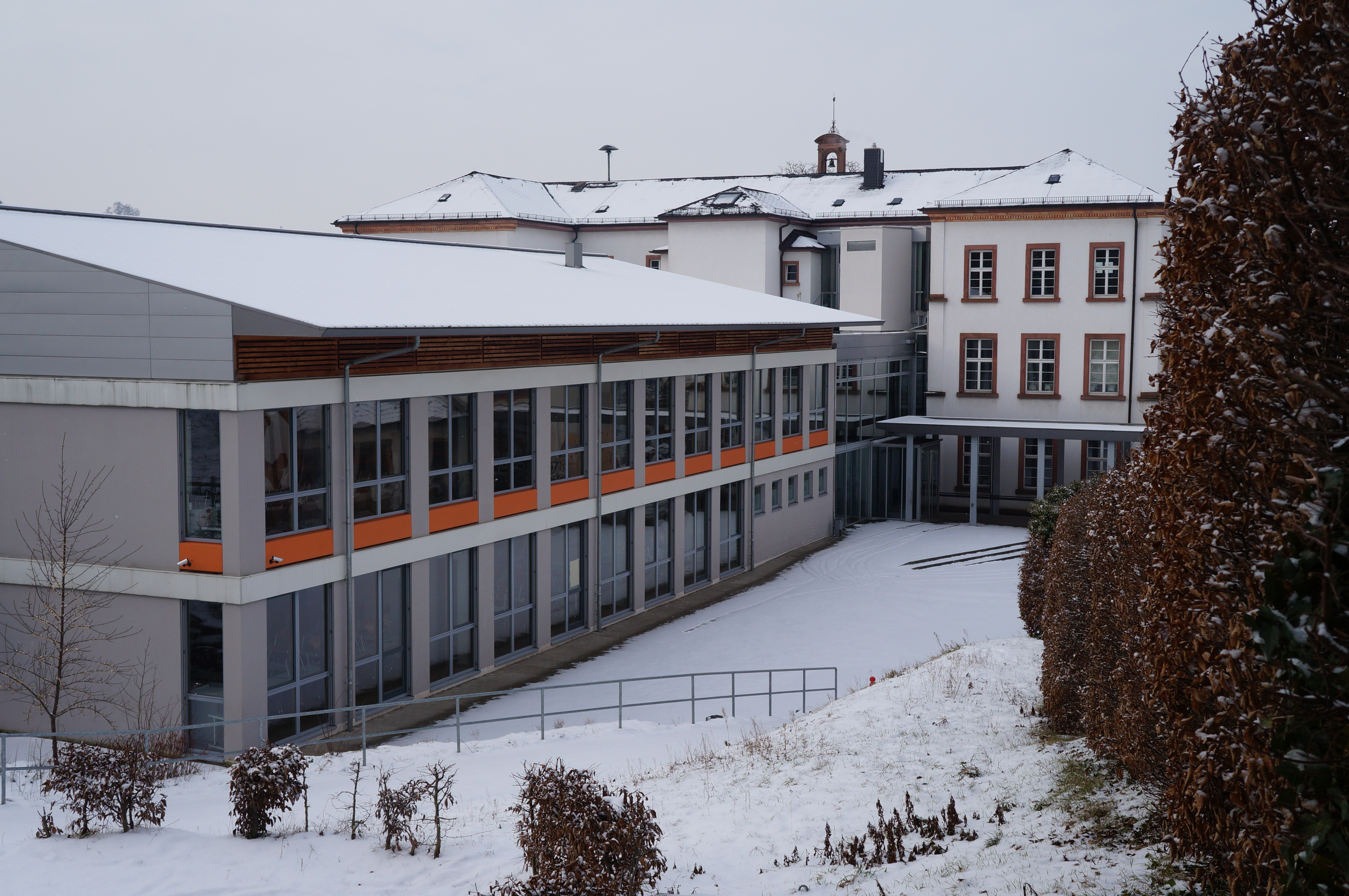
Schulhof im Winter

Das Gymnasium Ettenheim ist ein allgemeinbildendes Gymnasium in Ettenheim, einer Stadt im Süden des Ortenaukreises in Baden-Württemberg.

## Geschichte
Bei der Gründung im Jahr 1841 war das Gymnasium Ettenheim nach der damaligen Terminologie noch kein Gymnasium im heutigen Sinne, sondern eine sogenannte höhere Bürgerschule, eine Form der städtischen Schule, die ihre Schüler nicht auf ein Universitätsstudium vorbereiten sollte, sondern auf praktische Berufe im kaufmännischen und handwerklichen Bereich.
Im Gründungsjahr unterhielt diese höhere Bürgerschule drei Klassen mit insgesamt 82 Schülern. Im Schuljahr 1861/62 wurde die Schule dann auf sechs Klassen mit insgesamt 218 Schülern erweitert, wobei 1871 die 6. Klasse kurzzeitig vermutlich wegen des Platzmangels wegfallen musste.
Durch die Errichtung des bis heute genutzten Hauptgebäudes im Jahre 1875 bekam die Schule dann wieder die 6. Klasse zurück. Im Jahre 1884 wurde die Schule um eine siebte Klasse erweitert und zum Realprogymnasium umbenannt. Als Realprogymnasium wurden im damaligen Deutschen Kaiserreich nach der Verordnung vom 31. März 1882 Realgymnasien ohne Prima (oberste Schulklasse vor dem Abitur) bezeichnet.
Nach dem Vorbild der Karlsruher Reformschule wurde dann im Zuge des neuen Lehrplanes die Sprachenfolge für die Gymnasien festgelegt. Somit wurde Französisch von Klasse 5 bis 13, Latein von Klasse 8 bis 13, Englisch von Klasse 10 bis 13 und Griechisch freiwillig ab Klasse 8 eingeführt.

### Erstes Abitur
Nachdem das Gymnasium im Jahr 1900 zum neunklassigen Realgymnasium wurde, konnte im Jahre 1901 die erste Abiturprüfung am Gymnasium Ettenheim stattfinden und ein Jahr später wurden auch erstmals Schülerinnen am Gymnasium aufgenommen.
Die kleine Turnhalle, die heute noch für den Oberstufen-Fastnachtsball oder andere Veranstaltungen genutzt wird, wurde 1906 im Klinker-Stil errichtet.
Das bis heute praktizierende Schulorchester wurde im Jahre 1910 gegründet. In diesem Jahr wurde auch erstmals in einigen Räumen des Gymnasiums elektrisches Licht installiert.
Zwei Jahre später wurden dann Fachräume für die Naturwissenschaften Chemie und Physik eingerichtet.
Die Ettenheimer Schulgemeinde, welche der Schule bis heute eine unerlässliche Stütze bei zahlreichen Anschaffungen oder außerordentlichen Zuwendungen ist, wurde 1926 ins Leben gerufen.

### Schule im Nationalsozialismus
Im Zuge der nationalsozialistischen Machtübernahme und der damit verbundenen Reichsschulreform wurde die Schule 1936 in Johann-Fischart-Oberschule umbenannt.
Sowohl die Gleichschaltung als auch der Antisemitismus waren deutlich im Gymnasium spürbar. Ehemalige, jüdische Schüler des Gymnasiums berichteten von Diffamierung, Ausgrenzung und Verfolgung während des Schulalltags. Ab 1935, als die Nürnberger Rassegesetze in Kraft traten, verschlechterte sich der Schulalltag für die jüdischen Schüler zusehends und nahm dann vorerst mit der Reichspogromnacht im November 1938 ihren vorläufigen Höhepunkt. Gegen Ende 1938 durften keine jüdischen Schüler mehr am Unterricht teilnehmen.
Zum Gedenken an die vom NS-Regime verfolgten, vertriebenen und ermordeten jüdischen Schüler des Ettenheimer Gymnasiums hat die Schule zum Jahrestag der Reichspogromnacht am 9. November 2012 eine Gedenktafel errichtet.
Für die Zeit des Zweiten Weltkrieges existieren keine Dokumente bzw. waren nicht mehr auffindbar. Vermutlich hatten die Nationalsozialisten diese kurz vor der Kapitulation im Mai 1945 vernichtet.
Da das Hauptgebäude im Zweiten Weltkrieg nicht zerstört worden war, wurde es zunächst von den Alliierten beschlagnahmt und für ihre administrative Zwecke genutzt. Dennoch hatten schon im September 1945 drei Lehrkräfte damit begonnen, den Unterricht im Amtshaus wieder aufzunehmen.

### Neubeginn und erste Umbauten
Zu Beginn der 1960er-Jahre wurden sowohl die Wohnung des Rektors als auch die des Hausmeisters aufgelöst und damit neue Klassenräume geschaffen; im selben Zeitraum wurde der Zeichensaal renoviert. Im Zuge dieser Maßnahmen entstanden auch der Biologie-Saal sowie der dazugehörige Sammlungsraum. Ebenfalls wurde im Schuljahr 1959/60 die erste Sekretärin am Gymnasium eingestellt.
Diese Raumerweiterung machte sich auch beim Anstieg der Schülerzahlen bemerkbar. Erstmals hatte die Schule im Jahre 1966 zwei Eingangsklassen zu verzeichnen; Mitte der 70er-Jahre erweiterte sich die Schule auf zwölf Klassen.

### Oberstufenreform
Im Schuljahr 1977/78 trat die Oberstufenreform in Kraft. Somit konnten die Schüler erstmals Kurse wählen. Ebenfalls zum ersten Mal fand in diesem Jahr ein Abiturball statt. Aufgrund von Raumproblemen und steigenden Schülerzahlen entstand Ende der 1970er-Jahre ein Schulpavillon, in dem zunächst drei Klassen untergebracht werden konnten.
Die Raumprobleme der Schule wurden im Schuljahr 1982/83 drückend, dass einige Klassen der nunmehr über 400 Schüler fassenden Schule in externe Räumlichkeiten ausgelagert werden mussten (sogenannte Wanderklassen). Mit den steigenden Schülerzahlen wuchs auch die Anzahl der Lehrkräfte. auf 43 gestiegen war und die Schule durchgehend zweizügig wurde (Schuljahr 1983/84).
Aus den besagten Platzgründen benötigte die Schule dringend eine neue Sporthalle, die dann ab dem Schuljahr 1982 erstmals genutzt werden konnte (Herbert-König-Halle).

### Schulerweiterung
Um den Raumproblemen entgegenzuwirken, wurde zu Beginn des Jahres 1986 der Neubau fertiggestellt und mit der Sanierung des Altbaus und der kleinen Turnhalle begonnen. Ende der 1980er-Jahre wurde ein neuer Leichtathletikplatz eingeweiht, der die Unterrichtsbedingungen in Sport erheblich verbesserte.
Der Schüler-Eltern-Lehrer-Chor (SEL-Chor) wurde im Jahr 1990 ins Leben gerufen. 1997 wurde Spanisch neben Latein als alternative dritte Fremdsprache eingeführt. Gegen Ende der 1990er-Jahre wurde im Zuge der zunehmenden gesellschaftlichen Technologisierung ein Computerraum errichtet.
Im Zuge dieser Modernisierung der Schule wurde im Jahr 2005 ein Neubau mit insgesamt 14 neuen Räumen, der an das ursprüngliche Hauptgebäude angegliedert wurde, errichtet und eingeweiht. Zusätzlich entstanden dabei ein großer Musiksaal, ein Foyer, ein Fach- (Geographie) und ein Besprechungsraum. Im Jahr 2013 wurde die Mediensanierung aller Klassenräume abgeschlossen. 2005 wurden erstmals die Fächer Naturphänomene und NWT eingeführt. Ein Jahr später wurden durch die Einrichtung eines Oberstufenarbeitsraumes (mit PC-Ausstattung) und neuen Bibliotheksräumen letzte Renovierungsarbeiten im Altbau abgeschlossen.
Das im Jahr 2007 erstmals eingeführte Kunstprojekt der 8. Klassen bleibt bis heute ein wesentlicher Bestandteil des individuellen Schulprofils.
Im Juli 2013 bestätigte sowohl die Gemeinde Ettenheim als auch das Regierungspräsidium Freiburg den Bau einer Mensa mit einem neuen BK- und NWT-Fachbereich im Bereich des Schulareals.

## Beschreibung
Die Schule hat ein naturwissenschaftliches und ein sprachliches Profil. Die Profilierung erfolgt in den Klassenstufen 8, 9 und 10. Im naturwissenschaftlichen Profil belegen die Schüler das Fach Naturwissenschaft und Technik (NWT), als 3. Fremdsprache kann Spanisch oder Latein gewählt werden.
Die Schule ist für zwei bis dreizügigen Betrieb ausgestattet. Während in den letzten Jahren die Schüler in Klasse 5 mit Französisch und Englisch (in Klasse 5) starteten, soll ab dem Schuljahr 2014/15 in Klasse 5 mit Englisch begonnen werden, die zweite Fremdsprache Französisch folgt dann ab Klasse 6.
Den Schülern wird eine große Auswahl an Fördermöglichkeiten angeboten, die für eine gute Ausprägung der individuellen Stärken sorgen. Die Schule legt darüber hinaus besonderen Wert auf eine gute Schulgemeinschaft und eine Förderung der sozialen Kompetenzen.
Das Gymnasium Ettenheim bietet außerdem folgende besondere schulische Angebote:
- Leseförderung
- Schreibmaschinenkurs in Zusammenarbeit mit der VHS
- ITG Kurrikulum
- Medienkurrikulum
- Sprachförderung: Debating Society, AG zum Ablegen der DELF-Prüfung (französisch)
- Elemente des Ganztagesprogrammes durch das Jugendbegleitprogramm
- Schüler-Helfen-Schüler (erfolgreiches Nachhilfeprogramm), Hausaufgabenbetreuung
- Methodenkurrikulum mit Freiarbeit in Klasse 5, 6
- Berufs- und Lebensorientierung: BOGY in Klasse 10, Berufsnavigator, SIA, Science Days, Bildungspartnerschaften mit Hampf Consult GmbH & Co. KG und Unternehmen Ettenheim e. V.
- Partnerschule von GUT DRAUF
- Theater-Kurriculum: Theater-AG, Literatur und Theater in der Kursstufe, KU-Projekt der 8. Klassen (alle Schüler stehen auf der Bühne)
- Unterstufen Chor, Unterstufen-Orchester, SEL-Chor (Schüler-Eltern-Lehrer), SEL-Orchester, Stimmbildungs-AG,
- Sport-AGs: Basketball (Kooperation mit BG-Ettenheim), Fußball, Badminton, Golf-AG, Teilnahme an Jugend trainiert für Olympia in verschiedenen Sportarten